# 耶稣受洗
根据《对观福音》三书中的《马太福音》第3章、《马可福音》第1章和《路加福音》第3章记载，耶稣在施洗约翰处受洗礼。施洗约翰宣扬为了将来的审判，凡为罪悔改者就为其施洗，并预言有一位比他更大的将要到来。耶稣来到约旦河，接受约翰的洗。耶穌受洗之后，天向他开了，圣灵如同鸽子降临在他身上，神宣称耶稣是他的儿子。随后耶稣受圣灵引导，前往旷野，接受魔鬼的试验后，开始正式尽职。
在《约翰福音》中，施洗约翰宣称耶稣是“神的羔羊”，圣灵如同鸽子从天降下、停留在耶稣身上。这个记载与《对观福音》的记载相吻合：“耶稣受了浸，随即从水里上来。看哪，诸天向祂开了。祂就看见神的灵，仿佛鸽子降下，落在祂身上。”但是《约翰福音》没有明确提及耶稣的受洗。

## 地点
耶稣在受洗后被圣神带往旷野，今约旦的贝特阿哈瓦（Beth Aravah）和约旦河对岸的以色列的卡萨耶胡德（Kassel al Yahoud）周围都是旷野，由于贝特阿哈瓦不容易到达，所以天主教和东正教朝圣团将卡萨耶胡德作为耶稣受洗的地方进行朝圣。而基督新教则依据《约翰福音》的伯大尼以及耶稣从加里肋亚的拿撒勒到约旦河受洗，而把靠近加里肋亚的约旦河北方河段的亚赫德尼（Yardenit）作为耶稣受洗的地方进行朝圣。